# Rolsted
Rolsted (även: Rolfsted) är en tätort i Fåborg-Midtfyns kommun i Region Syddanmark i Danmark. Tätorten har 471 invånare (2024). Den ligger på Fyn, cirka 11 kilometer nordost om Ringe.